# Izumi Tauchi
Izumi Tauchi (Tokio, Japón, 15 de septiembre de 1960) es una promotora de la cultura japonesa en México desde 1982. Ha dado clases de idioma y cultura japonesa en reconocidas instituciones educativas en la Ciudad de México y es Directora Técnica de Shosenjuku Aikido A. C., una asociación civil sin fines de lucro dedicada a la promoción de la cultura japonesa, especialmente mediante la práctica y enseñanza del aikido, iaido y Kokyu Ho.

## Reseña biográfica
Nace el 15 de septiembre de 1960 en Tokio, Japón. Realiza sus estudios universitarios en la Universidad de Kanagawa en Yokohama, ingresando a la facultad de letras. Es ahí donde conoce al maestro Shoji Nishio quien impartía clases de aikido en dicha institución. La joven Izumi quedó impresionada con las palabras del maestro Nishio, quien les dijo:

La práctica del AIKIDO no se limita al entrenamiento en el dojo ni al dominio de algunas técnicas de defensa personal. Ustedes, como estudiantes universitarios, deben trabajar dentro del área que hayan elegido para hacer del AIKIDO un camino de vida, y aplicar sus principios en el ejercicio de su profesión.

Izumi Tauchi ya había pensado que, al terminar la universidad, quería salir del país para dar a conocer la cultura japonesa en otros países y vio en el aikido una oportunidad de algo que podía llevarse para enseñar en otros lugares.
Fue así que empezó a practicar bajo la guía de Shoji Nishio. En 1980, con apenas 20 años de edad, recibió el 1er dan. Para el año siguiente, 1981, el 2° dan.
En 1982, una vez concluidos sus estudios en la Universidad de Kanagawa viajó a México para continuar con sus estudios en español en la UNAM. Fue ahí donde empezó a dar clases de aikido y formó su primera asociación, Aikido UNAM.
En 1989 fue promovida a 3er dan de aikido, reconocido por Aikikai Hombu Dojo. En 1993, durante la celebración del grupo de la UNAM, fue promovida a 4° dan. El siguiente año, la asociación se transforma en Shosenjuku Aikido Club, asociación reconocida por el maestro Shoji Nishio como la representante del aikido en México.
El nombre de esta asociación está conformado por las iniciales, en japonés, de ambos maestros:
Sho - del maestro Shoji Nishio y que significa luz, iluminar.
Sen - que es otra forma de leer el kanji Izumi, que significa manantial.
Juku - que significa escuela.
Por lo que significa la escuela que ofrece abundante energía sin límite para la vida como el agua y el sol.
El 23 de junio de 2009, la asociación se formaliza legalmente y se transforma en Shosenjuku Aikido A. C., siendo Izumi Tauchi la presidenta de la misma y directora técnica. Supervisa y da clases en los dojos de esta asociación en la Ciudad de México, Puerto Morelos, Guanajuato y Oaxaca.
Izumi Tauchi también fue profesora de idioma japonés en el Liceo Mexicano Japonés durante varios años y profesora particular del mismo idioma, aunque también trabajó para empresas japonesas como Nissan Mexicana.
Actualmente es 6° dan de aikido por Aikikai Hombu Dojo, 3er dan de iaido, en los estilos Nishio Toho Iai y Aray Ryu.